# Eastborough
Eastborough – miasto w Stanach Zjednoczonych, w stanie Kansas, w hrabstwie Sedgwick.